# Juana de Arco en la hoguera

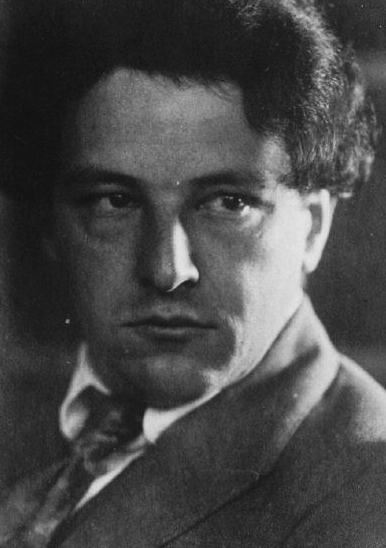
El compositor francés Arthur Honegger (1892-1955) en 1921.

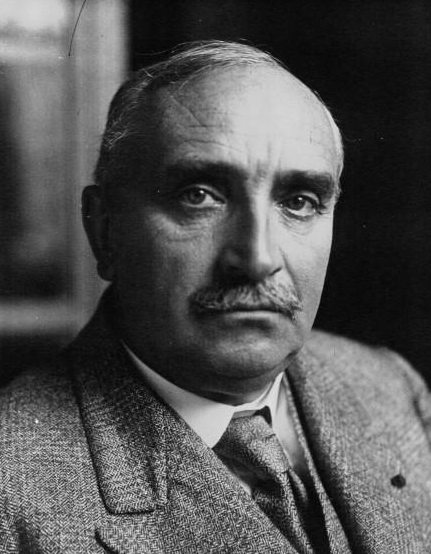
El poeta francés Paul Claudel (1868-1955) en 1928.

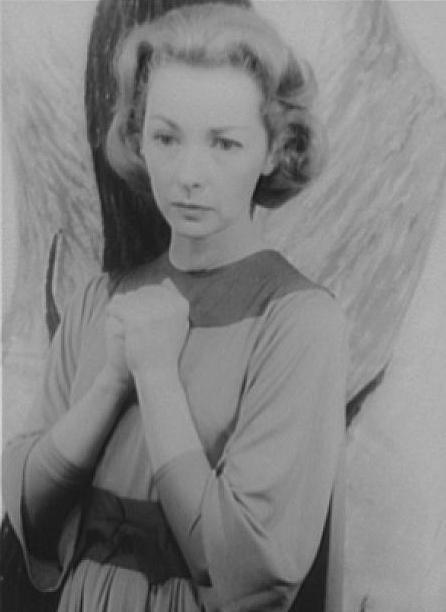
Felicia Montealegre como Juana, Nueva York, 1958

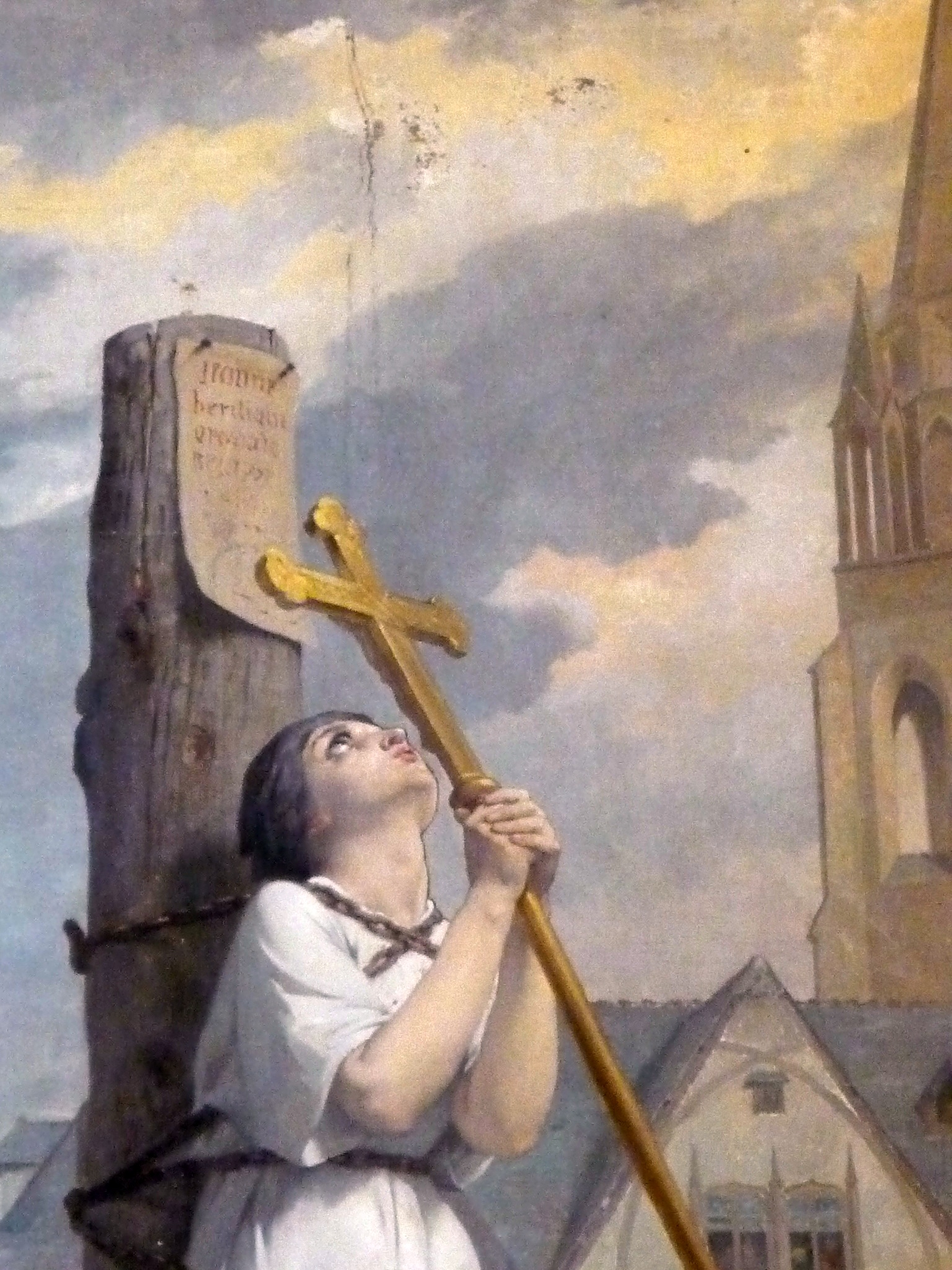
Pintura de Juana de Arco en la hoguera.

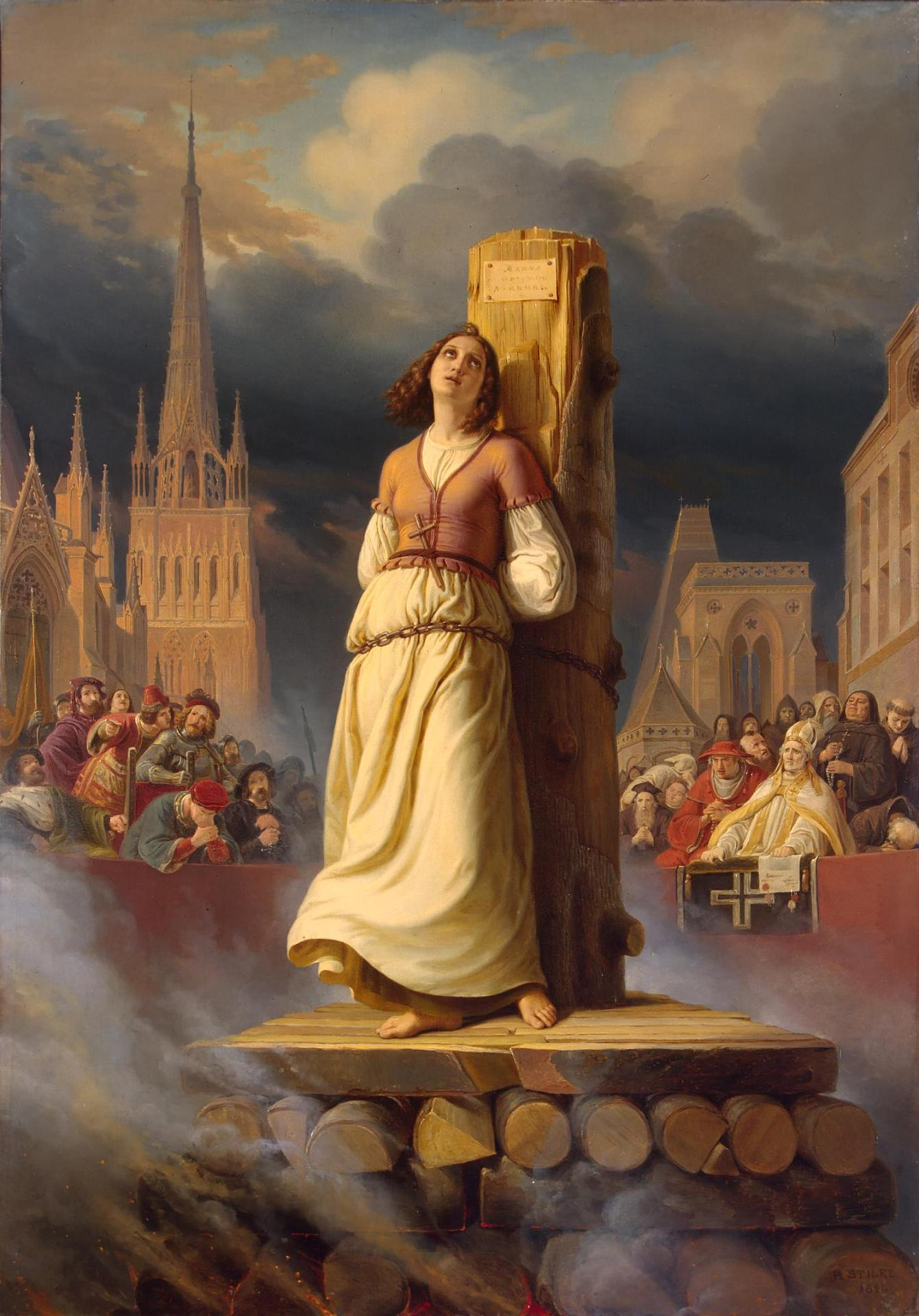
Pintura de Stillke de Juana de Arco en la hoguera

Juana de Arco en la hoguera ―originalmente en francés Jeanne d'Arc au bûcher― (1935) es un oratorio dramático en 11 escenas según un poema de Paul Claudel (1868-1955) y compuesto por Arthur Honegger (1892-1955).

## Historia
Fue un encargo original de Ida Rubinstein y su estreno orquestal se produjo el 12 de mayo de 1938 en Basilea (Suiza). El director fue Paul Sacher e intervino la propia Rubinstein como Juana de Arco y en la parte coral de niños, los Niños Cantores de Basilea.
En Francia fue estrenada en versión de concierto en 1939, en la ópera de Orleans y con la Rubinstein como protagonista, frente a un público hostil. En 1941, Jacqueline Morane hizo una gira por cuarenta ciudades de la Francia no ocupada y finalmente el 9 de mayo de 1943 tuvo lugar el estreno en París con Mary Marquet.
El estreno escénico se produjo el 13 de junio de 1942 en el Opernhaus de Zúrich con una adaptación alemana de Hans Reinhard.
En 1945 se le añadió un prólogo inspirado en las vivencias de Honegger durante la Segunda Guerra Mundial.
El estreno americano fue en el SODRE de Montevideo en 1946. Se estrenó en el Teatro Colón de Buenos Aires en la temporada 1947 dirigida por Erich Kleiber, con puesta en escena de Margarita Wallmann y Clara Oyuela como Juana. La obra volvió a la escena del Colón en 1948 dirigida por Clemens Krauss, 1961, 1974 (con Claire Deluca dirigida por Cecilio Madanes y Jacques Pernoo), 2000 (con Isabel Karajan), 2002 (con Dominique Sanda) y 2009.
Roberto Rossellini adaptó el oratorio al cine con el título original de Giovanna d'Arco al rogo en 1954, con Ingrid Bergman en el papel de Juana, como resultado de las representaciones que habían tenido lugar en Nápoles y en la Ópera de París del 21 al 27 de junio de 1953.
Se estrenó en Madrid en el Teatro de la Zarzuela en abril de 1957.
En 1958, Leonard Bernstein la dirigió en la NY Philharmonic con su mujer, la actriz Felicia Montealegre como Joan acompañada por Martial Singher, Leontyne Price, Adele Addison, David Lloyd y Lorenzo Alvary.
En los últimos años ha sido revivida en la temporada 2003 en el Festival de Música y Danza de Granada con dirección escénica de Daniele Abbado y musical de Josep Pons con Aitana Sánchez Gijón y Darío Grandinetti y por Marion Cotillard en Orleans, Barcelona y en Nueva York con la Orquesta Filarmónica de Nueva York con Alan Gilbert en 2015.
En las estadísticas de Operabase aparece con nueve representaciones en el período 2005-2010, siendo la obra dramático-musical de Honegger más representada.

## Características
Arthur Honegger lo tituló como «oratorio dramático», añadiéndole papeles solistas hablados y actores.
En la obra tienen una importante participación las ondas Martenot (instrumento musical electrónico) y en algunas producciones se han incluido cortos filmados.
Su duración aproximada está entre 70 y 75 minutos, sin descanso.

## Argumento
El drama tiene lugar durante el juicio y la ejecución de la heroína, que atada a la hoguera, recuerda los episodios más importantes de su vida.
Tiene 11 escenas que se suceden sin interrupción:
- Las voces del cielo.
- El libro.
- Las voces de la tierra.
- Juana abandonada a las fieras.
- Juana en el poste.
- Los reyes o la invención del juego de cartas.
- Catalina y Margarita.
- El rey se dirige a Reims.
- La espada de Juana.
- Trinazzo.
- Juana de Arco en las llamas.

## Representaciones destacadas
- Estreno mundial, Basilea, 12 de mayo de 1938 -  Ida Rubinstein (Jeanne), Jean Périer (Frère Dominique). Dirección : Paul Sacher.

- Estreno francés, Orleans, 6 de mayo de 1939 -  Ida Rubinstein (Jeanne), Jean Hervé (Frère Dominique). Chœur Félix Rauguel. Orchestre Philarmonique de Paris. Dirección : Louis Fourestier. Reestrenada en París, Palais de Chaillot,  13 de junio de 1939, y Salle Pleyel, 22 de febrero de 1940.

- Estreno belga - Bruselas, 1 de marzo de 1940 -  Ida Rubinstein (Jeanne), Jean Hervé (Frère Dominique). Cæcilia d'Anvers. Orchestre National de Belgique. Dirección: Louis de Vocht.

- Estreno versión escénica - Lyon, 4 de julio de 1941 - Jacqueline Morane (Jeanne), Jean Vernier (Frère Dominique). Dirección escénica de Pierre Barbier. Dirección: Hubert d'Auriol.

- Estreno versión escénica en alemán - Zúrich, 13 de junio de 1942 - Maria Becker (Jeanne), Heinrich Gretler (Frère Dominique). Ópera de Zúrich. Dirección escénica: Hans Zimmermann. Dirección : Paul Sacher.

- París, 25 de junio de 1942, Palais de Chaillot. Marie-Hélène Dasté (Jeanne), Jean Hervé (Frère Dominique). Société des Concerts du Conservatoire. Charles Münch.

- Bruselas, 5 y 6 de diciembre de 1942. Marthe Dugard (Jeanne), Raymond Gérôme (Frère Dominique). Orchestre National de Belgique. Louis de Vocht.

- Estreno versión escénica París, 9 de mayo de 1943, Salle Pleyel, siendo retransmitida por radio.  Marie Marquet (Jeanne), Jean Hervé (Frère Dominique). Dirección: Arthur Honegger.

- Estreno con el Prólogo - 2 de febrero de 1946 en Bruselas y el 14 de junio de 1947 en París. Marthe Dugard (Jeanne), Raymond Gérome (Frère Dominique). Cæcilia d'Anvers. Orchestre national de Belgique. Dirección : Louis de Vocht.

- Estreno italiano - Teatro Cívico de Milán, 19, 21 y 23 de abril de 1946.

- Estreno americano - Montevideo (Uruguay) : 30 de noviembre de 1946. S.O.D.R.E. Dirección : Lamberto Baldi.

- Estreno en La Scala - 3 de abril de 1947 - Sarah Ferrati (Jeanne). Dirección escénica de Giorgio Strehler. Dirección de Paul Sacher.

- Estreno en Viena - 16 de junio de 1947, Konzerthaus. Judith Holzmeister (Jeanne) - Hans Jungbauer (Frère Dominique). Wiener Symphoniker, Wiener Singakademie, Wiener Sängerknaben. Dirección: Paul Sacher.

- Estreno en Berlín - 1947, Berlín, Städtische Oper. Käthe Braun (Jeanne) - Hannsgeorg Laubenthal (Frère Dominique). Dirección: Robert Heger - Werner Kelch.

- Estreno argentino - 7, 11, 15, 18, 19 de octubre de 1947, Buenos Aires, Teatro Colón. Clara Oyuela (Jeanne) - Felipe Romito (Frère Dominique). Dirección: Erich Kleiber - Dirección escénica: Margarita Wallmann.

- Estreno en Estados Unidos - 2 de enero de 1948, Carnegie Hall de New York. Vera Zorina (Jeanne) - Raymond Gérôme (Frère Dominique). Westminster Choir. New York Philharmonic-Symphony. Dirección: Charles Münch.

- Estrasburgo, 13 de junio de 1948. Ida Rubinstein (Jeanne). Chœur de Saint-Guillaume. Dirección: Fritz Munch.

- Estreno en Roma - 1949, Teatro dell’Opera. Dirección: Arthur Honegger.

- París: 18 de diciembre de 1950. Claude Nollier (Jeanne), Jean Vilar (Frère Dominique). Chœur et orchestre de l'Opéra de Paris. Director de escena: Jan Doat. Coreografía de Serge Lifar. Dirección: Louis Fourestier.

- Nápoles, Teatro San Carlo, 1953 - Ingrid Bergman, Sara Petrella, Marcella Pobbe, Tullio Carminati, Giancinto Prandelli, Myriam Pirazzini, Roberto Rossellini. Dirección: Gianandrea Gavazzeni.

- París: 1954, Ópera de París - Ingrid Bergman - Roberto Rosselini, luego en Londres, Stoll Theatre,  Barcelona y Estocolmo en 1955.

- La Habana, 1951, estreno en la Plaza de la Catedral.

- 1953, Múnich, Bayerische Staatsoper. Anna Dammann (Jeanne) - Hans Baur (Frère Dominique). Dirección: Rudolf Kempe - Rudolf Hartmann

- 1953, Montreal, Palais du Commerce. Claude Nollier (Jeanne) - Paul Dupuis (Frère Dominique). Dirección: Wilfried Pelletier

- 1954 Barcelona, Palacio de la Música. Marthe Dugard (Jeanne) - Claude Etienne (Frère Dominique). Capilla Clásica Polifónica, coral del Liceo Francés Orquesta Filarmónica de Barcelona. Dirección: Mendoza Lassalle.

## Discografía
- Marthe DUGARD (Jeanne), Raymond GÉRÔME (Frère Dominique). Chorale Cæcilia d’Anvers, Orchestre National de Belgique. Louis de VOCHT. 1943.

- Vera ZORINA (Jeanne), Raymond GÉRÔME (Frère Dominique). Temple University Chorus. Orquesta de Filadelfia. Eugene ORMANDY. 1953.

- Vera ZORINA (Joan), Alec CLUNES (Brother Dominic). London Symphony Orchestra Chorus,  London Symphony Orchestra. Seiji OZAWA.1966. (en inglés).

- Nelly BORGEAUD (Jeanne), Michel FAVORY (Frère Dominique). Orchestre Philharmonique Tchèque. Serge BAUDO. 1974.

- Muriel CHANEY (Jeanne), Alain CUNY (Frère Dominique). Chœurs de l’Opéra de Nice, Orchestre Philharmonique de Nice. Jean-Marc COCHEREAU. 1976.

- Marthe KELLER (Jeanne), Georges WILSON (Frère Dominique). Chœur de Radio France, Orchestre National de France. Seiji OZAWA. 1989.

- Susanne ALTSCHUL (Jeanne), Olaf SCHRÖDER (Frère Dominique). Radio-Sinfonieorchester Krakau. Siegfried HEINRICH. 1991. (en alemán).

- Sonia PETROVNA (Jeanne), Michaël LONSDALE (Frère Dominique). Chœur de Rouen-Haute-Normandie, Orchestre Symphonique français. Laurent PETITGIRARD. 1992.

- Céline LIGIER (Jeanne), Dominique LEVERD (Frère Dominique). Orchestre Symphonique Leopolis. Jean-Pierre LORÉ. 2005.

- Sylvie ROHRER (Jeanne), Eörs KISFALUDY (Frère Dominique). Knabenchor Stuttgart, Radio-Sinfonieorchester Stuttgart des SWR. Helmuth Rilling. 2011.

- Marion Cotillard (Jeanne), Xavier Gallais (Frère Dominique), Yann Beuron, Marta Almajano, Maria Hinojosa, Orquesta Sinfónica de Barcelona, Marc Soustrot. 2012

## Filmografía
- Giovanna d’Arco al rogo (1954). Roberto Rossellini - Ingrid Bergman (Jeanne), Tullio Carminati (Frère Dominique), Giacinto Prandelli (Porcus). San Carlo de Nápoles. Angelo Spagnolo.

- Jeanne d’Arc au bûcher (1966). Roger Kahane -Edith Scob (Jeanne), Bernard Garnier (Frère Dominique). ORTF ; Orchestre National de France. Serge Baudo. TV 1966.

- Jeanne d’Arc au bûcher (1990). Michaël Lonsdale. Sonia Petrovna (Jeanne), Michaël Lonsdale (Frère Dominique), Christian Papis (Porcus). Chœur et Orchestre de l’Opéra de Pleven - Laurent Petitgirard.

- Jeanne d’Arc au bûcher (2006).  Jean-Paul Scarpitta - Sylvie Testud (Jeanne), Eric Ruf (Frère Dominique), Eric Huchet (Porcus). Chœurs de l’Opéra National de Montpellier, Orchestre National de Montpellier. Alain Altinoglu. DVD Arte Euterp Accord.

- Jeanne d’Arc au bûcher (2012) Marion Cotillard, Xavier Gallais, Orquesta Sinfónica de Barcelona, Marc Soustrot.